# Abeer Abdelrahman
Pour les articles homonymes, voir Abdelrahman.
Abeer Khalil Abdelrahman, née le 13 juin 1992, est une haltérophile égyptienne. Elle a participé aux Jeux olympiques d'été de 2008 dans la catégorie des -69 kg et aux Jeux olympiques d'été de 2012 dans la catégorie des -75 kg. Elle a terminé 5e au classement lors de ces deux compétitions.
En 2016, après la disqualification due à un contrôle de dopage positif des 3 médaillées de l'épreuve de 2012,, elle se retrouve médaillée d'argent de manière rétroactive.
En 2017, le tribunal arbitral du sport décide également de déposséder Liu Chunhong de son titre gagnée aux jeux de 2008 pour dopage, alors que l'ukrainienne Nataliya Davydova, médaillée de bronze, avait été aussi contrôlée positive à la dehydrochlormethyltestosterone en novembre 2016 : Abeer Abdelrahman est donc la médaillée de bronze dès 2008.